# Виборасо

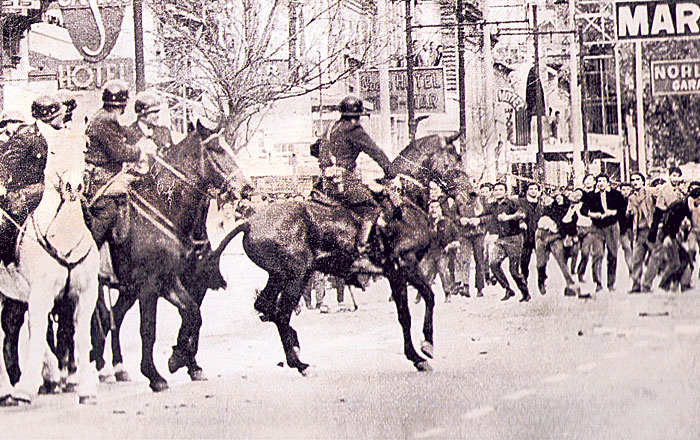
Кордобасо, отступление полицейских под натиском восставших. В виборасо такого не повторилось…

Виборасо или второе кордобасо (исп. Viborazo — segundo Cordobazo) — волнения в аргентинском городе Кордова, начавшиеся 12 марта 1971 г. против диктатуры Роберто Марсело Левингстона. Своё название «второе кордобасо» получило от восстания 29 мая 1969 года.

## История
Тяжёлое социально-экономическое положение, череда сменяющих друг друга репрессивных военных правительств вызвали подъём в стране демократического движения. Центром антидиктаторских выступлений стала промышленная Кордова — второй по величине город страны. После разгрома «кордобасо» в городе в 1970-м неоднократно происходили волнения. В том же году военные свергли Онганиа. Приход к власти генерала Левингстона практически ничего не изменил, и, 12 марта 1971 в Кордове вновь вспыхнуло восстание. В городе начались баррикадные бои, для подавления которых Левингстон отправил армейские части. Это вызвало взрыв возмущения в стране, в результате чего Левингстон был смещен с поста президента. Несмотря на поражение «виборасо», уже на следующий год в Кордове прошли ещё 9 всеобщих забастовок.